# V kleci
V kleci (v anglickém originále Caged) je vězeňské drama z roku 1950 režírované Johnem Cromwellem.

## Příběh
19letá Marie Allenová (Eleanor Parkerová) je poslána do vězení za ozbrojenou loupež, při které zemřel její manžel. Při první zdravotní prohlídce se také dozví, že je v druhém měsíci těhotenství.
Zpočátku má velký problém se přizpůsobit a odmítá se smířit s faktem, že se z ní stane podobně chladnokrevná vězeňkyně jako většina ostatních. Již prvního dne se setká s Kitty Starkovou (Betty Garde) a jejími kamarádky, které ji přijmou mezi sebe a pozná také sadistickou dozorkyni Evelyn Harperovou (Hope Emersonová). Brzy jí svitne naděje, že může být za pár měsíců podmínečně propuštěna, jenže před tím jí musí úředníci zajistit práci a bydlení. Její kamarádka June Robertsová (Olive Deeringová) však to štěstí neměla a místo dalšího čekání se oběsí. Marie kvůli šoku brzy na to porodí své nedonošené, ale zdravé dítě a rozhodne se ho dočasně svěřit do péče své matce. Ta však její návrh kvůli Mariinu nevlastnímu otci, stáří a finanční situaci odmítne a zoufalá Marie se následně pokusí o útěk. Za ten nakonec není potrestána, ale její dítě je vydáno cizím rodičům k adopci.
Následný příchod vlivné Elviry Powellové (Lee Patricková) rozpoutá rivalitu mezi ní a Kitty, načež podplatí Harperovou, aby Kitty zavřela na několik dní na samotku. Mezitím nalezne Marie na vězeňském dvoře malé kotě a spolu s ostatními vězeňkyněmi z něj udělají domácího mazlíčka. Při jednom z nástupů ho však objeví Harperová, ale Marie jí ho odmítne vydat. S Harperovou se začne následně prát a když se k ní poté přidají i všechny ostatní vězeňkyně, Harperová uteče a ostatní začnou v cele rozbíjet veškeré vybavení. Hned poté, co se situace uklidní, je kotě nalezeno mrtvé a Marie je poslána na samotku. Harperová jí před tím také ostříhá vlasy do hola.
S tímto zacházení však rozhodně nesouhlasí ředitelka věznice Ruth Bentonová (Agnes Mooreheadová) a už po několikáté se pokusí Harperovou vyhodit. Komisař a její přítel to však zamítne a místo toho požádá o Ruth rezignaci. Ta se však ožene žádostí o veřejné slyšení a komisař ji nechá být. Brzy na to se po měsíci na samotce také vrátí zubožená Kitty a během oběda, kdy ji začne Harperová opět obtěžovat, ji ubodá vidličkou. Marie následně poprosí Elviru Powellovou, aby jí zařídila propuštění a Elvira jí s radostí vyhoví. Brzy je tedy podmínečně propuštěna a z věznice vyjde jako cynická a chladnokrevná žena.
Ruth, která si Marii docela oblíbila je zklamaná a konstatuje, že se brzy vrátí.

## Obsazení
| Eleanor Parkerová  | Marie Allenová   |
| Agnes Mooreheadová | Ruth Bentonová   |
| Ellen Corbyová     | Emma Barberová   |
| Hope Emersonová    | Evelyn Harperová |
| Betty Garde        | Kitty Starková   |
| Lee Patricková     | Elvira Powellová |
| Olive Deeringová   | June Roberts     |

## Ocenění
Ceny Akademie (Oscar)
- Nominace – Eleanor Parkerová (Nejlepší herečka v hlavní roli)
- Nominace – Hope Emersonová (Nejlepší herečka ve vedlejší roli)
- Nominace – Virginia Kelloggová a Bernard C. Schoenfeld (Nejlepší původní scénář)

Filmový festival v Benátkách
- Výhra – Eleanor Parkerová (Coppa Volpi pro nejlepší herečku)
- Nominace – John Cromwell (Zlatý lev za nejlepší film)